# Julian Amery
Julian Amery, född 27 mars 1919, död 3 september 1996, var en brittisk militär, minister och författare.
Harold Julian Amery utbildades i Oxford. Han var från 1939 pressattaché i Belgrad i Serbien. Han blev anställd av Special Operations Executive för att underblåsa motstånd mot axelmakternas närvaro i Albanien. Han släpptes ned som så i mellersta Albanien och tillbragte några månader bland albanska motståndsmän. Efter andra världskriget deltog han i västerländska försök att störta kommunistregimen i Albanien.
Harold Julian Amery var ledamot av det brittiska parlamentet för det konservativa partiet och innehade några ministerposter. Han adlades 1992 med namnet Lord Amery av Lustleigh. Han utgav memoarerna Sons of the Eagle: A Study in Guerilla War (1948) samt Approach March: A Venture in Autobiography (1973).

### Fotnoter
1. 1 2  SNAC, SNAC Ark-ID: w61p19nn, läs online, läst: 9 oktober 2017.[källa från Wikidata]
2. 1 2  Darryl Roger Lundy, The Peerage, The Peerage person-ID: p15171.htm#i151707.[källa från Wikidata]
3. 1 2  Kindred Britain, Kindred Britain-ID: I15938, läs online.[källa från Wikidata]
4. ↑  Libris, Kungliga biblioteket, 15 juni 2007, Libris-URI: 97mqtnxt05qsh7v, läst: 24 augusti 2018.[källa från Wikidata]
5. ↑  pace.coe.int, PACE medlems-ID: 203, läst: 20 april 2022.[källa från Wikidata]
6. 1 2 3 4 5 6 7 8 9 10 11 12  Hansard 1803–2005.[källa från Wikidata]
7. 1 2 3  Members A-Z since 1949, Europarådets parlamentariska församling, PACE medlems-ID: 203.[källa från Wikidata]
8. ↑  The Peerage person-ID: p15171.htm#i151707, läst: 7 augusti 2020.[källa från Wikidata]
9. 1 2 3  Kindred Britain, läs online.[källa från Wikidata]
10. 1 2 3 4 5 6  Darryl Roger Lundy, The Peerage.[källa från Wikidata]